# Ampulex pilosa
Ampulex pilosa är en  stekelart som beskrevs av Cameron 1900. Ampulex pilosa ingår i släktet Ampulex och familjen Ampulicidae. Inga underarter finns listade i Catalogue of Life.